# Gossau ZH
Gossau (pro odlišení od jiné stejnojmenné obce označováno také jako Gossau ZH) je obec (malé město) ve švýcarském kantonu Curych. Žije zde přibližně 9 900 obyvatel. 

## Geografie

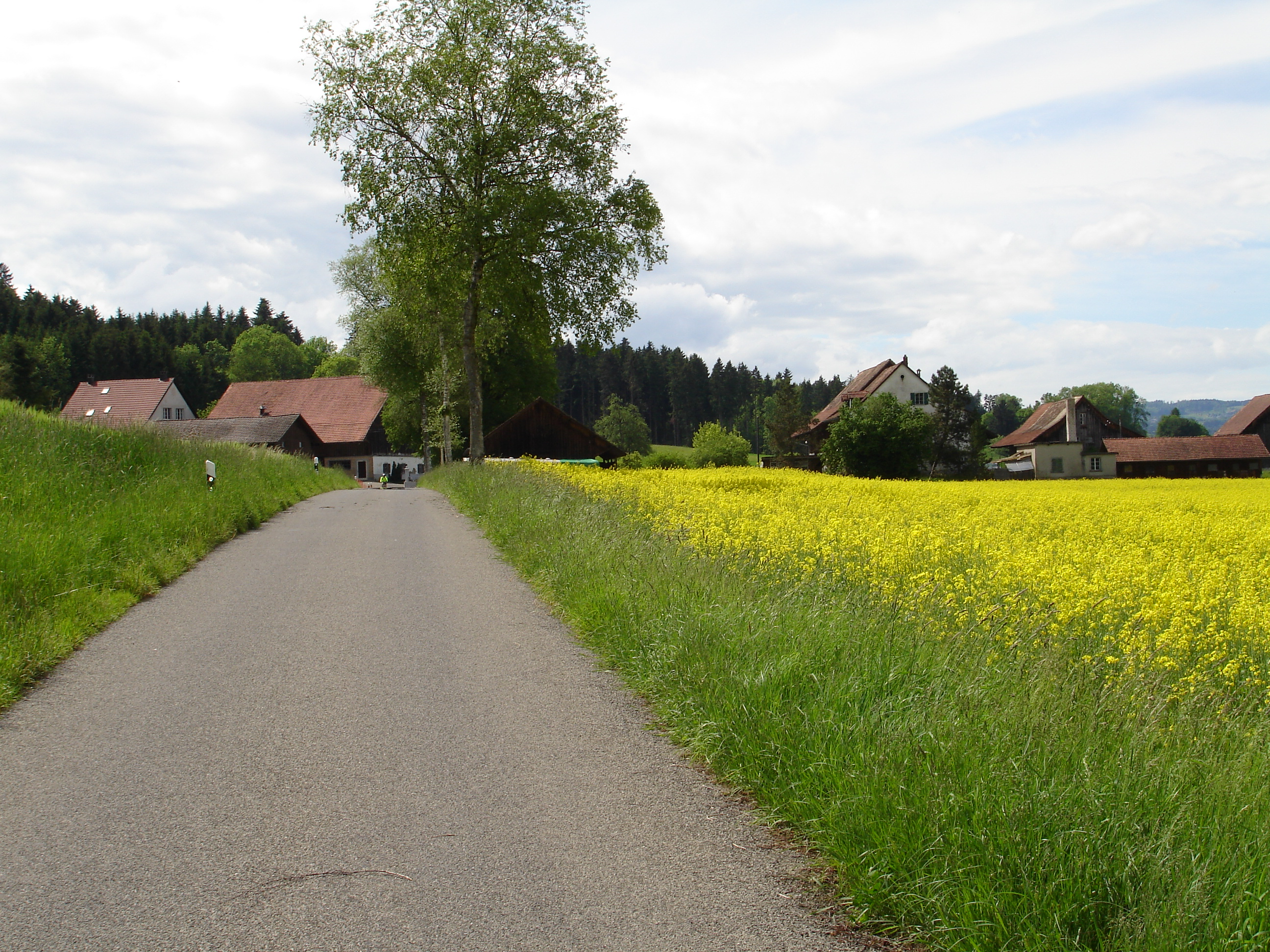
Jungholz

Gossau sousedí na západě s okresem Uster, na severu s Wetzikonem, na východě s Bubikonem a na jihu s Grüningenem. K obci Gossau patří místní části Bertschikon, Grüt, Ottikon, Herschmettlen a Gossau-Dorf. Kromě toho se zde nacházejí vesnice jako Hellberg a Brüschweid.
Gossau a jeho okolí jsou zasazeny do krajiny, která se vyznačuje více než 150 tzv. bubnovými horami, pozůstatkem z doby ledové. Na zalesněných kopcích a v rašelinných sníženinách se postupně vyvinuly osady.
Vzdušná vzdálenost do Curychu je 18 kilometrů, hranice obecního katastru měří 27,2 kilometru, státní a obecní silnice na jeho území měří celkem 98 kilometrů a polní cesty 120 kilometrů. Z rozlohy obce je 66,4 % využíváno zemědělsky, 14,1 % pokrývají lesy, 5,3 % tvoří silnice a 13,7 % osídlené plochy. Vodní plochy zaujímají 0,1 % rozlohy (2010).

## Historie

Gossau, letecký pohled (1925)

Místní název Gossau pochází z doby alamanských záborů. Vychází ze starohornoněmeckého Gôʒʒes ouwa, což znamená „Au des Gôʒʒo“ a připomíná alamanského osadníka, který si zde na bažinatém terénu nebo v jeho blízkosti postavil hospodářství.
Nejstarší stopy osídlení na území dnešní obce Gossau pocházejí z doby bronzové, asi 2200 až 800 let př. n. l. Nálezy jsou řídké a svědčí nanejvýš o malé osadě vzdálené od větších sídel. Konkrétnější jsou stopy po Keltech, které naznačují trvalé osídlení Gossau a jeho okolí. V době římské zůstalo Gossau i nadále v propadlišti dějin. Oblast však zřejmě nebyla zcela nedotčena římskými vlivy, jak ukazuje nález mince z pozdního období římské nadvlády v roce 1994.
Převážně pokojné přistěhovalectví Alamanů na počátku 7. a 8. století poskytuje první spolehlivé informace o souvislém osídlení Gossau. Christianizace obyvatelstva v tomto období je spojena s převzetím moci kláštery, které svou činnost pravidelně dokládají. Nejstarší doklad z Gossau pochází z roku 745: v tomto roce prodal mocný alamanský rod Beata Landolt své pozemky v této oblasti klášteru v St. Gallenu. Na místě později vznikla vesnice Gossau Jungholz.
Jak bylo ve feudálním systému vrcholného středověku obvyklé, patřilo území dnešní obce Gossau opakovaně dalším pánům: klášter St. Gallen zde v letech 745 až 777 rozšířil své pozemkové vlastnictví, postavil první kostel v dnešním okrese Gossau-Dorf a založil největší farnost v Curyšském pohoří. Svrchovanost a základní práva byla střídavě ve světských a církevních rukou. V roce 1262 povýšili Habsburkové sousední Grüningen na panství a Gossau se stalo poddaným grüningenského lankrabství. V roce 1408 převzal práva na grüningenské panství městský stát Curych, který si je podržel až do konce starého režimu v roce 1798. Významným majitelem, který držel také práva na církevní majetek v Gossau, byl od roku 1414 klášter Rüti.
Během reformace, která pod vlivem Ulricha Zwingliho zahájila v roce 1517 své vítězné tažení, byl klášter Rüti napaden vzbouřenými sedláky, mezi nimiž bylo i mnoho sedláků z Gossau. O něco později bylo přepadeno i panství v Bubikonu, které mělo v Gossau v léno některé pozemky. V roce 1525 vyvrcholil odklon od katolické církve a kláštery byly zrušeny. Obyvatelstvo Gossau bylo otevřeno reformačnímu hnutí. Silně zde byli zastoupeni anabaptisté, radikální křídlo reformního hnutí, které bylo v některých náboženských otázkách v rozporu s Zwinglim. Pod jejich vedením docházelo ke vzpourám proti městskému státu Curych, které požadovaly zrušení nevolnictví, malých desátků a námezdní práce. Centrem povstání bylo hrabství Grüningen a zde zejména Gossau, které přijalo mnoho anabaptistů pronásledovaných Curychem. Nakonec bylo hnutí potlačeno. Jeho vůdci, včetně Jakoba Falka z Gossau, byli v letech 1527 a 1528 utopeni v řece Limmat.

### Novověk

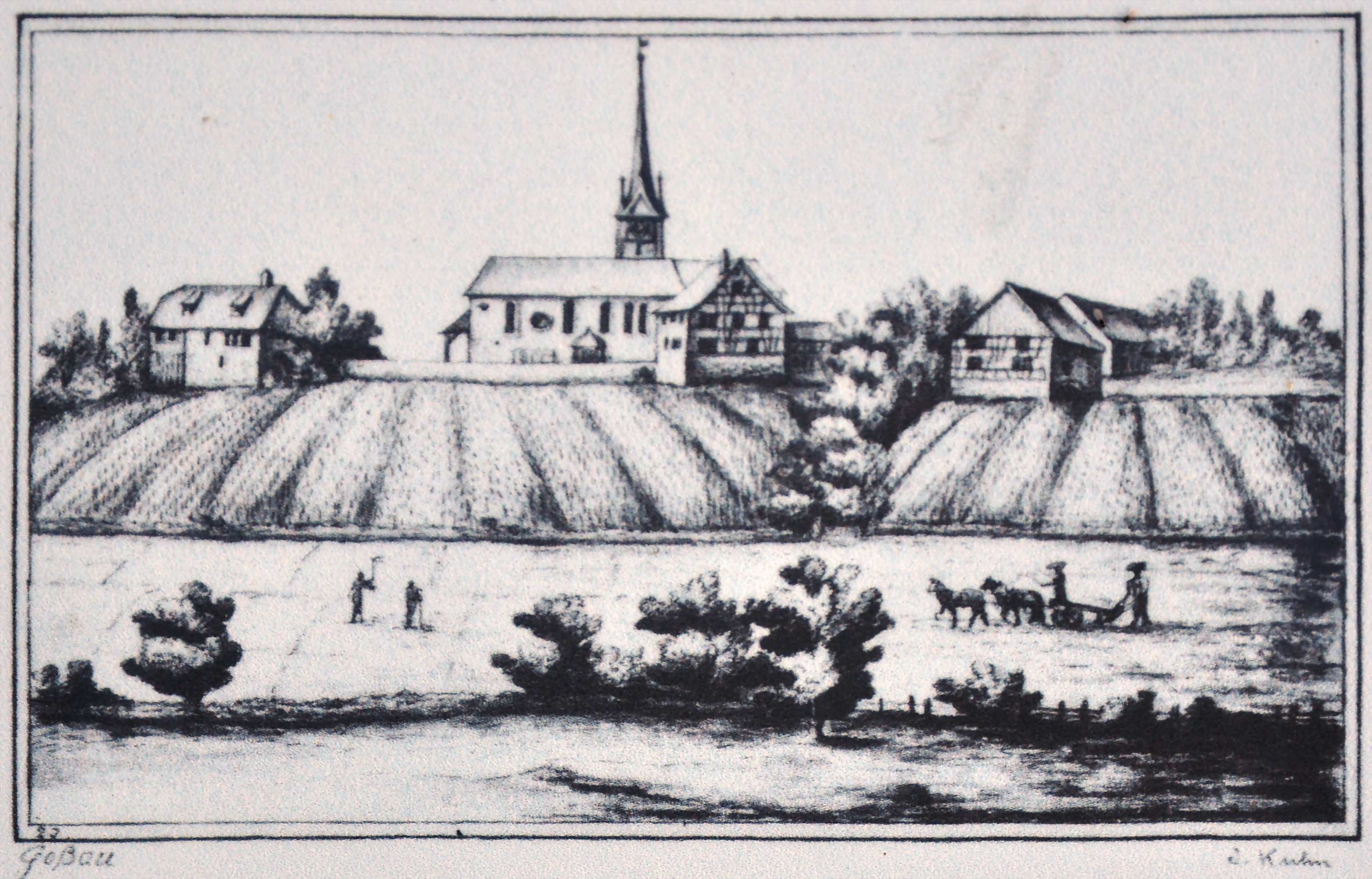
Gossau, vyobrazení z roku 1790

Historie politické obce Gossau začíná vojenskou okupací Švýcarska v roce 1798 napoleonskými vojsky a Helvétskou republikou. Nově vzniklá politická obec, která byla připojena k okresu Hinwil, zahrnuje civilní farnosti jednotlivých částí obce, dnešního Wachtenu. Od roku 1803, během tzv. mediace, nechal Napoleon pod tlakem starých politických sil centrálně řízenou Helvétskou republiku přeměnit na federalistickou Švýcarskou konfederaci. V tomto období ztratilo venkovské obyvatelstvo mnoho práv, která si vydobylo v helvétské revoluci. Například pouze 40 % občanů Gossau měla stále volební právo.
V průběhu staletí tvořili většinu obyvatel Gossau drobní zemědělci, kteří hospodařili převážně podle kolektivního trojpolního systému. To se znatelně změnilo v 18. století, kdy se zavádějí nové metody hospodaření zvyšující výnosy. Aby si přivydělali, pracovalo od poloviny 18. století mnoho rodin drobných zemědělců v podomáckém průmyslu. V Gossau téměř neexistoval dům, v němž by nebyl alespoň jeden tkalcovský stav. Postupem času se více než 60 % všech drobných zemědělců v Gossau živilo jako vedlejší činnost domácím tkalcovstvím nebo domácím předením. Naproti tomu velcí zemědělci si mohli dovolit převést svá hospodářství na mléčné hospodářství, které se rozšiřuje v prvních desetiletích 19. století. V Gossau vznikají také první sýrárny, které od roku 1830 rychle přibývají.
Nástup textilních továren z počátku 19. století postupně ukončil venkovská řemesla v tradiční podobě. Do roku 1850 přichází většina domácích tkalců v Gossau o tuto důležitou obživu. Mnozí z postižených drobných zemědělců opouštějí svá hospodářství a hledají si práci v továrně nebo emigrují, jiní přecházejí na hedvábnictví, které je na domácí dělníky odkázáno déle než bavlnářství. Opuštěné farmy přebraly zemědělské rodiny, většinou z kantonu Bern, které se sem přistěhovaly.
Gossau zůstávalo dlouho periferní oblastí i z hlediska dopravního spojení. Od roku 1836 zastavoval dostavník z Curychu do Waldu ve vesnici Fuchsrüti v Gossau. Obec se stala dostupnější poté, co byla v roce 1844 otevřena silnice ze Stäfy přes Grüningen a Ottikon do Wetzikonu. V roce 1853 byla také slavnostně otevřena nová silnice Forchstrasse. Gossau však postrádalo možnosti, které nabízí veřejná doprava. V roce 1857 například obec odmítla povolit, aby přes území obce Gossau procházelo prodloužení Glatthalské dráhy, otevřené v roce 1856. Teprve v roce 1890 se opět dějí další kroky: některé obce v Curyšském pohoří plánují zřídit elektricky poháněné meziměstské tramvaje, které by na jedné straně spojily obce podél Glattalbahn s obcemi u Curyšského jezera a na druhé straně by zajistily napojení na švýcarskou železniční síť. Při plánování Wetzikon-Meilen-Bahn (WMB) hrozilo, že Gossau bude opět vynecháno. Gossauskému kantonálnímu radnímu Widmer-Heusserovi se však podařilo prosadit, aby osady Gossau-Dorf, Grüt a Ottikon získaly stanice WMB. Z ekonomického hlediska nejsou meziměstské tramvaje úspěšné a také WMB, otevřená v roce 1903, musela v roce 1950 ukončit provoz. Její linky přebraly autobusy.

## Obyvatelstvo
| Vývoj počtu obyvatel | Vývoj počtu obyvatel | Vývoj počtu obyvatel | Vývoj počtu obyvatel | Vývoj počtu obyvatel | Vývoj počtu obyvatel | Vývoj počtu obyvatel | Vývoj počtu obyvatel | Vývoj počtu obyvatel | Vývoj počtu obyvatel | Vývoj počtu obyvatel | Vývoj počtu obyvatel | Vývoj počtu obyvatel | Vývoj počtu obyvatel | Vývoj počtu obyvatel | Vývoj počtu obyvatel | Vývoj počtu obyvatel | Vývoj počtu obyvatel | Vývoj počtu obyvatel | Vývoj počtu obyvatel | Vývoj počtu obyvatel |
| -------------------- | -------------------- | -------------------- | -------------------- | -------------------- | -------------------- | -------------------- | -------------------- | -------------------- | -------------------- | -------------------- | -------------------- | -------------------- | -------------------- | -------------------- | -------------------- | -------------------- | -------------------- | -------------------- | -------------------- | -------------------- |
| Rok                  | 1634                 | 1730                 | 1870                 | 1910                 | 1941                 | 1960                 | 1970                 | 1980                 | 1990                 | 2000                 | 2010                 | 2011                 | 2012                 | 2013                 | 2014                 | 2015                 | 2016                 | 2017                 | 2018                 | 2019                 |
| Počet obyvatel       | 875                  | 1649                 | 3089                 | 2339                 | 2387                 | 3276                 | 4789                 | 4892                 | 7157                 | 8796                 | 9599                 | 9681                 | 9754                 | 9811                 | 9791                 | 9744                 | 9791                 | 9937                 | 10 198               | 10 254               |

## Hospodářství

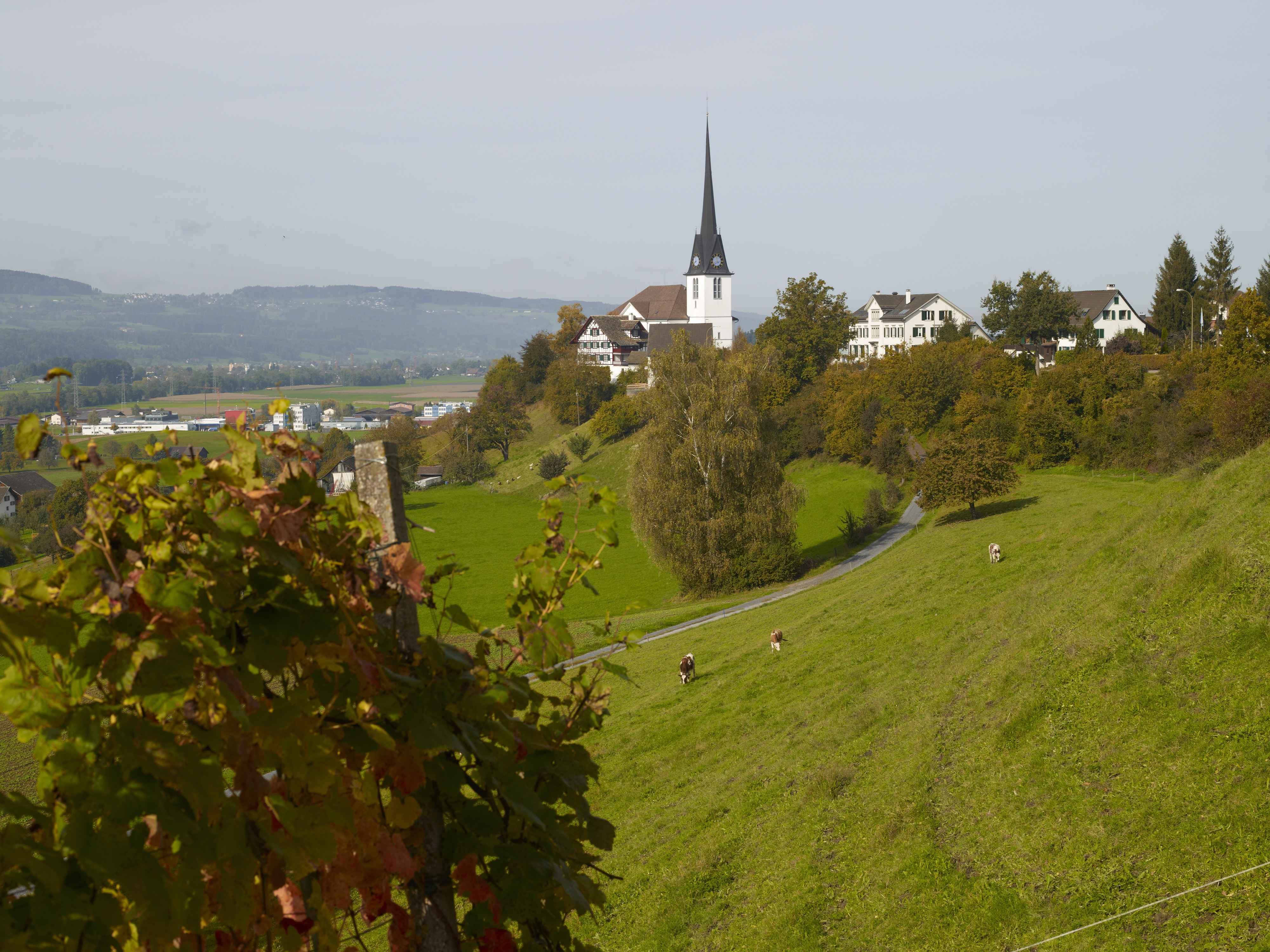
Kostel v Gossau-Dorf

Dopravní spojení, růst počtu obyvatel a kvalita bydlení činí z obce Gossau zajímavou lokalitu pro průmysl, obchod a poskytovatele služeb. Navzdory venkovskému prostředí jsou města Curych, Winterthur, Rapperswil a mezinárodní letiště Curych dosažitelná autem za 20 až 30 minut. V roce 2005 existovalo v Gossau 342 podniků, které zaměstnávaly celkem 1967 osob, především v oblasti průmyslu, obchodu a služeb.

## Doprava
Gossau nemá vlastní železniční stanici, ale je napojeno na veřejnou dopravu prostřednictvím autobusových linek. Jezdí sem autobusové linky, které obsluhuje dopravní společnost Zürichsee und Oberland (VZO).
Z hlediska rychlostních komunikací je Gossau obsluhováno kantonálními dálnicemi dálnice A52 (Forchautostrasse) a dálnice A15 (Oberlandautobahn do Usteru). Rozvětvená kantonální a obecní silniční síť vede do všech koutů velké obce.